# 1654

## Esdeveniments
Països Catalans
Resta del món
- Acaba la guerra entre Anglaterra i la república de les Set Províncies Unides
- Acaba la Revolta lusobrasilenya contra el domini neerlandès amb la pèrdua neerlandesa de les colònies brasileres.[1]
- Visió mística de Blaise Pascal
- Introducció de la patata a Hongria

## Naixements
Països Catalans
Resta del món
- 11 de juny - Verdun, França: Jean-François Gerbillon, jesuïta missioner a la Xina (m. 1707).[2]

- 25 de juliol - Castelfranco Veneto, República de Venècia: Agostino Steffani, compositor italià (m. 1728).
- 27 de desembre: Jakob Bernouilli, matemàtic i científic suís († 1705).
- Matías Juan de Veana, compositor del barroc.

## Necrològiques
- Reggio de l'Emília: Giovan Battista Andreini, dramaturg i actor
- 17 de gener, Amsterdam: Paulus Potter, pintor holandès de l'Edat d'Or Holandesa.
- 9 de juliol, Viena: Ferran IV d'Hongria, arxiduc d'Àustria, rei dels Romans, rei d'Hongria i rei de Bohèmia.